# Agapetus avitus
Agapetus avitus är en nattsländeart som beskrevs av Edwards 1956. Agapetus avitus ingår i släktet Agapetus och familjen stenhusnattsländor. Inga underarter finns listade i Catalogue of Life.